# Eugeniusz Kubiak
Eugeniusz Kubiak (ur. 25 maja 1939 w Poznaniu, zm. 17 listopada 2024) – polski wioślarz, olimpijczyk z Tokio 1964.

## Życiorys
Urodził się w Poznaniu 25 maja 1939. jako uczeń Technikum Ceramicznego został zawodnikiem zespołu PTW Tryton Poznań. Podczas służby wojskowej był zawodnikiem Zawiszy Bydgoszcz  W 1959 i 1960 został wicemistrzem Polski w wioślarstwie.W latach 1961-1967 był mistrzem Polski w jedynkach, a w latach 1960-1964 w dwójkach podwójnych. Dwukrotnie na Mistrzostwach Europy w 1963 i 1964  zajął 5. miejsce w jedynkach, a w 1965 4. miejsce. Na mistrzostwach świata w roku 1966 w których zajął 8. miejsce w jedynkach. Na igrzyskach olimpijskich w 1964 wystartował w jedynkach, odpadając w repasażach.